# Transmodernismo
El transmodernismo es un movimiento filosófico y cultural fundado por el filósofo argentino-mexicano Enrique Dussel.   Para él, el transmodernismo es un desarrollo del pensamiento desarrollado a partir del modernismo que sigue y critica al posmodernismo.
El transmodernismo está influenciado por muchos movimientos filosóficos. Su énfasis en la espiritualidad tiene influencias de los movimientos esotéricos de la época del Renacimiento. También del trascendentalismo, siguiendo a diferentes figuras de los Estados Unidos de mediados del siglo XIX y particularmente a Ralph Waldo Emerson. Está también relacionado con la filosofía marxista y con la teología de la liberación católica disidente.

## Filosofía
La perspectiva filosófica del transmodernismo contiene elementos tanto del modernismo como del posmodernismo. De hecho, ha sido descrito como "nuevo modernismo" y sus defensores admiran los estilos de vanguardia. Basa gran parte de sus  fundamentos en la teoría integral de Ken Wilber.
El transmodernismo busca revitalizar y modernizar la tradición en lugar de destruirla o reemplazarla. A diferencia del modernismo o el posmodernismo, honra y reverencia la antigüedad y los estilos de vida tradicionales. El transmodernismo critica el pesimismo, el nihilismo, el relativismo y la contrailustración. Abarca, hasta cierto punto, el optimismo, el absolutismo, el fundacionalismo y el  universalismo y propone una forma de pensar analógica.

## Movimiento
Como movimiento, el transmodernismo pone énfasis en la espiritualidad, las religiones alternativas y la psicología transpersonal. A diferencia del posmodernismo, no está de acuerdo con la secularización de la sociedad. El transmodernismo fomenta la xenofilia y el globalismo, promoviendo la importancia de las diferentes culturas y la apreciación cultural. Propone una cosmovisión antieurocéntrica, antiimperialista y democrática.
La ecología y la sostenibilidad son también aspectos importantes de este movimiento. Abraza la protección del medio ambiente, valora la vida en el vecindario, la construcción de comunidades, la atención a las personas desfavorecidas, así como el orden y la limpieza. Acepta el cambio tecnológico, pero sólo cuando su objetivo es mejorar las condiciones de vida humanas.
El transmodernismo adopta posturas firmes sobre el feminismo, el cuidado de la salud, la vida familiar y las relaciones. Promueve la emancipación y los derechos de la mujer, junto con valores familiares morales y éticos tradicionales como la importancia de la familia.

## Figuras destacadas
El transmodernismo es un movimiento filosófico menor en comparación con el posmodernismo y es relativamente nuevo en el hemisferio norte, pero cuenta con figuras filosóficas destacadas. Enrique Dussel es su fundador. Ken Wilber, el inventor de la teoría integral, alega desde un punto de vista transpersonal. Paul Gilroy, un teórico cultural, también ha "respaldado con entusiasmo" el pensamiento transmoderno, y Ziauddin Sardar, un erudito islámico, es un crítico del posmodernismo y en muchos casos adopta una forma de pensamiento transmodernista. Además de estos autores, hay otras obras significativas que pueden enmarcarse en este movimiento.